# Helena Semadeni

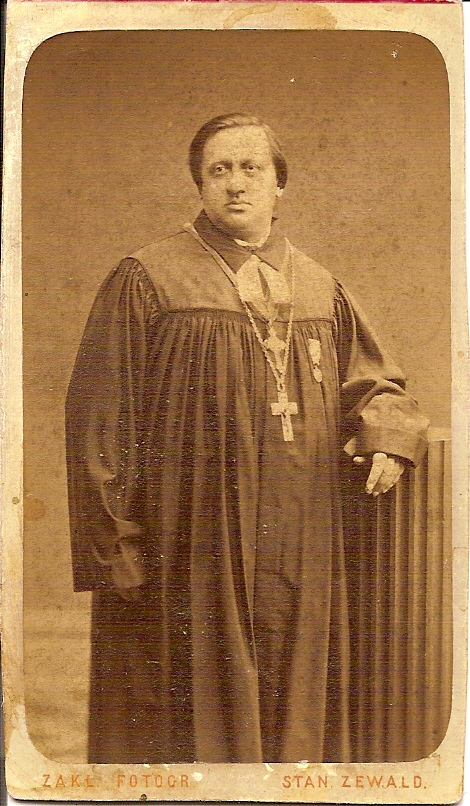
Adam Haberkant (1829–1905)

Helena Semadeni z domu Haberkant (ur. 15 marca 1868 w Dąbiu, zm. 24 września 1948 w Gdańsku) – polska nauczycielka, założycielka i przełożona Zakładu Naukowego Żeńskiego Heleny Semadeni w Kaliszu, do którego m.in. w latach 1901–1904 uczęszczała Maria Dąbrowska. 
Szkoła i jej nauczyciele zostali sportretowani w powieści Noce i dnie (1931–1934) Dąbrowskiej; małżonkowie Semadeni występują tam pod fikcyjnym nazwiskiem Wenorden.

## Życiorys
Ojcem Heleny Semadeni był Adam Haberkant (Jan Adam Haberkant), który urodził się 25 grudnia 1829 w Warszawie jako syn cukiernika Jana Haberkanta i Antoniny ze Świnarskich. Studiował teologię w Dorpacie w latach 1849–1854. W 1858 r. został pastorem w Łomży. Był polskim patriotą i wygłaszał kazania popierające powstanie styczniowe, za co został wywieziony w 1863 r. na zesłanie do guberni penzeńskiej w Rosji. Wskutek wstawiennictwa Konsystorza Kościoła Ewangelickiego pozwolono mu powrócić po dwóch latach zesłania, nie odzyskał już jednak pełnego zdrowia. Został pastorem w Dąbiu nad Nerem (1865–1872), a później aż do śmierci w 1905 r. był pastorem w Kaliszu. Jego żona Helena (1844–1916) była córką Jana Bogumiła Tydelskiego, pastora z Włocławka. Małżonkowie Haberkant byli pierwowzorami starszych pastorostwa Wenorden w książce Noce i dnie.
Młodszą siostrą Heleny była Wanda Haberkantówna, dr chemii, przyrodniczka, działaczka oświatowa.

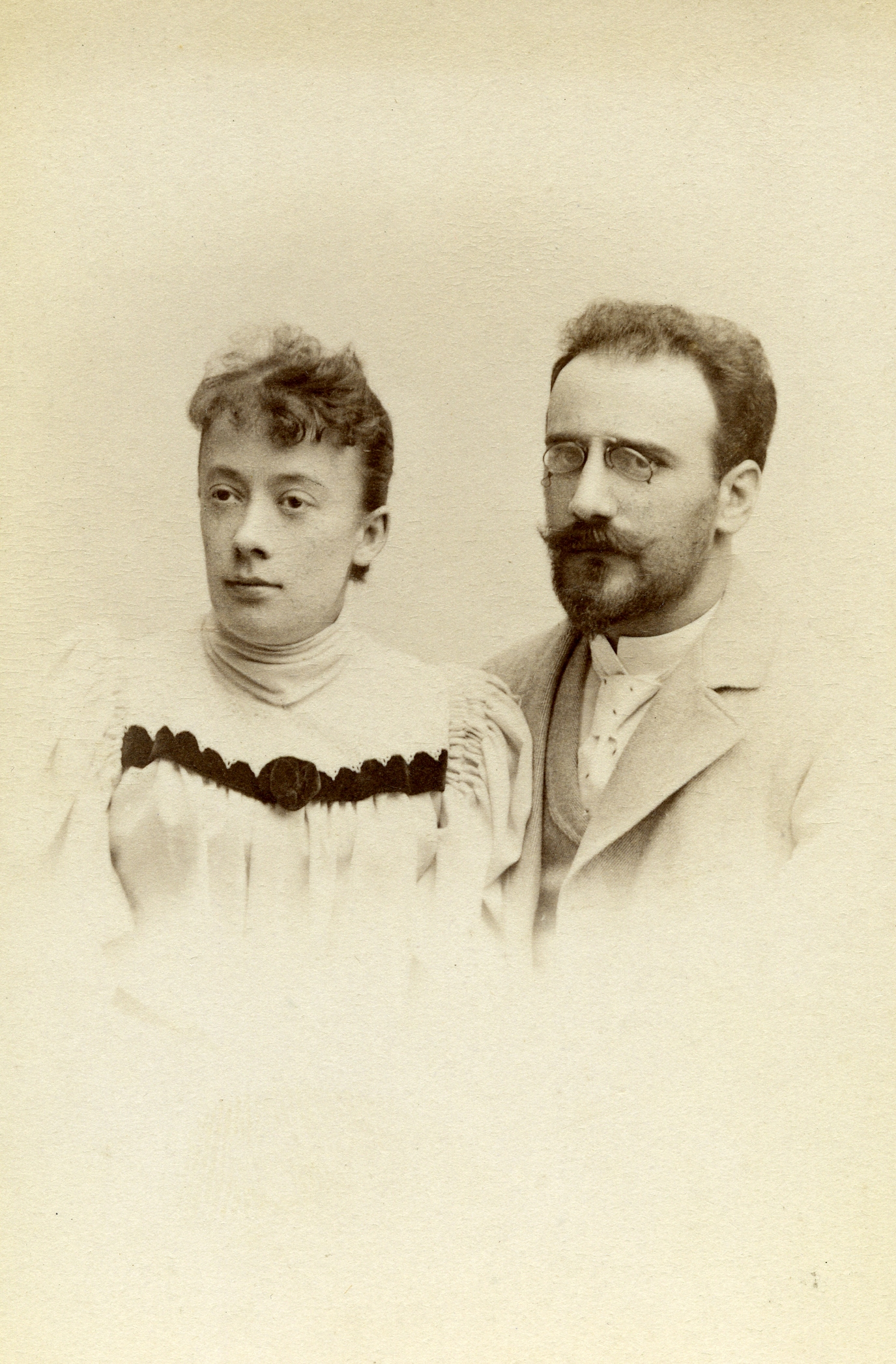
Helena i Władysław Semadeni ok. 1895 r.

W 1883 r. Helena ukończyła rządowe gimnazjum rosyjskie w Kaliszu. W 1894 r. wyszła za mąż za Władysława Semadeniego, pastora ewangelicko-reformowanego w Żychlinie koło Konina. W latach 90. XIX wieku prowadziła pensję w Koninie; nauczycielkami były tam m.in. Wanda Haberkantówna oraz Stefania Łucja Esse. Później działała w Kaliszu. W 1909 r. przeniosła się za mężem z Kalisza do Warszawy. Została pochowana na Cmentarzu ewangelicko-reformowanym w Warszawie(kwatera L-1-3)

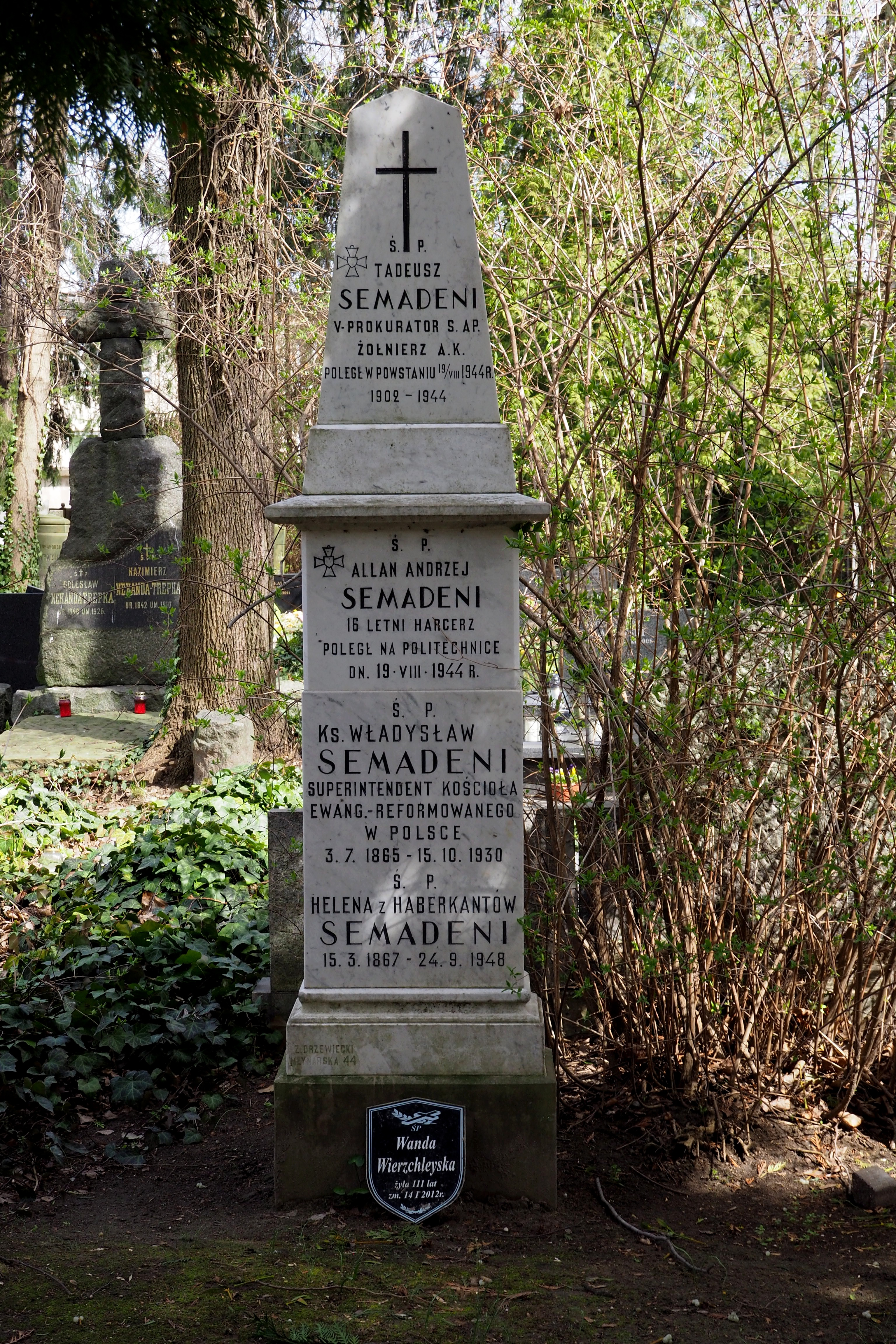
Grób Semadenich na cmentarzu ewangelicko-reformowanym w Warszawie

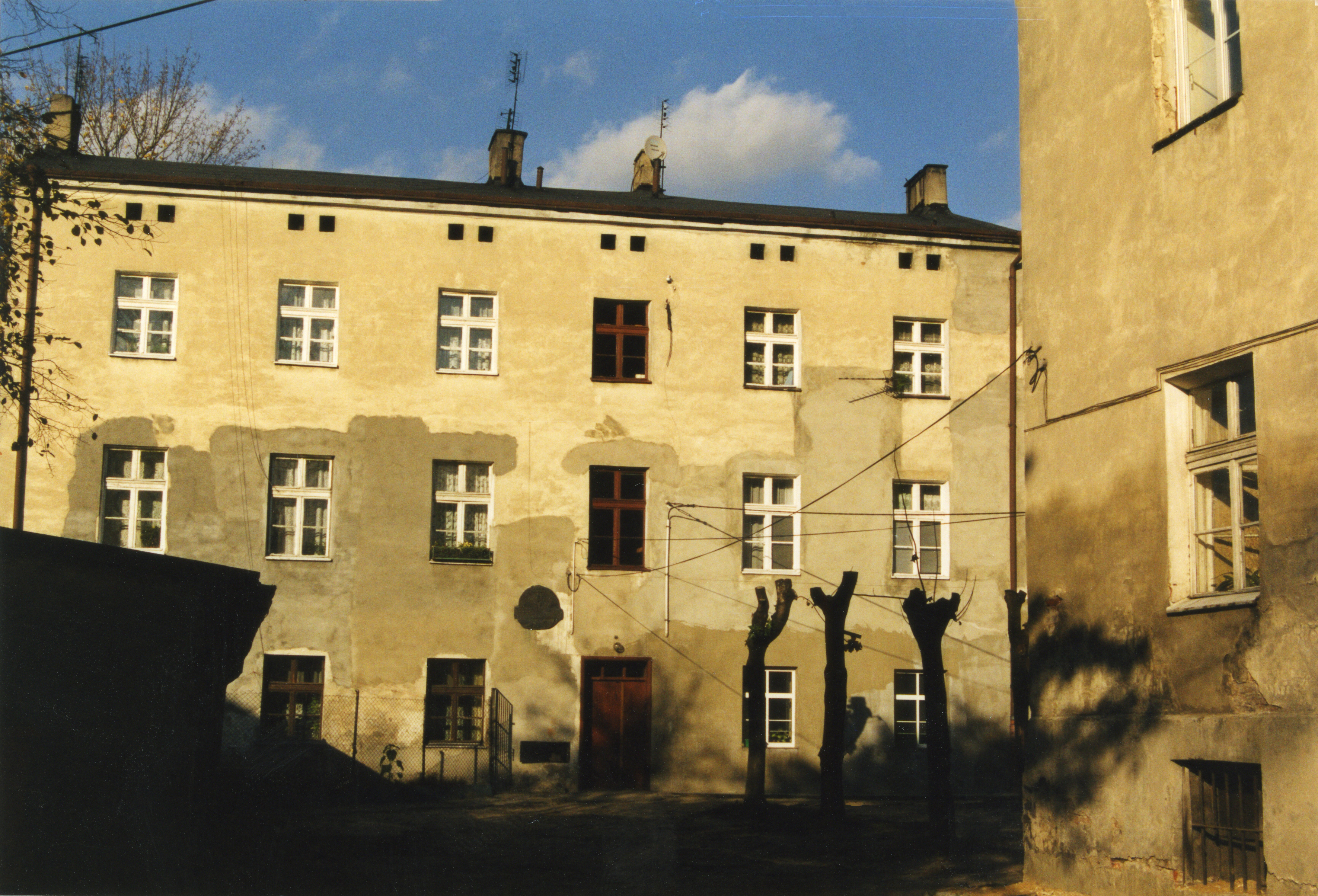
Oficyna domu przy ul. Babinej 2.
Na tablicy wmurowanej na lewo od wejścia napisane jest:
W TYM DOMU MIEŚCIŁA SIĘ PENSJA HELENY SEMADENIOWEJ,
DO KTÓREJ W LATACH 1901–1904 UCZĘSZCZAŁA AUTORKA NOCY I DNI
MARIA DĄBROWSKA

## Pensja w Kaliszu
W 1901 r. Helena Semadeni przeniosła swą szkołę do Kalisza, zakładając 4-klasową pensję przy ul. Babinej 2, przekształconą w 1907 r. w 7-klasowe gimnazjum żeńskie. Jako córka zesłańca zdawała sobie sprawę, że przy wychowywaniu młodzieży w duchu mądrego patriotyzmu podstawową rolę będą odgrywać matki, a więc odpowiednie kształcenie dziewcząt z klasy średniej jest szczególnie ważne dla społeczeństwa. Po latach Maria Dąbrowska wspominała:
Uczyłam się tam w polskiej szkole. Nie znałam patriotyzmu pojętego jako nienawiść i bunt. Uczucia te obowiązywały mnie jedynie na lekcjach historii Polski. Poza tym w szkole naszej Polska zdawała się być już dawno niepodległa. Wszystko tchnęło tam życzliwością do świata, do ludzi, do życia. Uczucia te owładnęły także i mną, a owładnęły z tym większą łatwością, że byłam do nich z natury usposobiona.

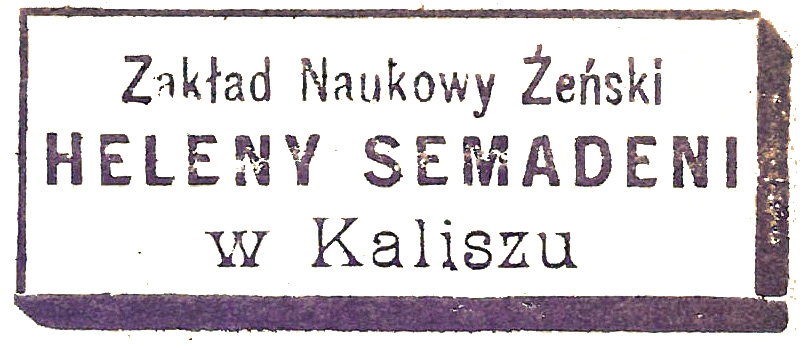
Pieczątka pensji odbita
na egzemplarzu książki

W powieści Noce i dnie Maria Dąbrowska opisała pensję Heleny Semadeni, nauczycielki oraz życie uczniów, a nazwisko Wenorden (Heleny Semadeni i jej męża) przewija się przez wszystkie tomy. Pisała m.in.:
Całe życie umysłowe Kalińca zawsze się koło nich [rodziny Wenordenów] skupiało. Prenumerowali przynajmniej z dziesięć pism angielskich, francuskich, rozmaitych.
Państwo Wenordenowie […] byli tak zaprzątnięci sprawami zarządu szkoły, że spóźniali się na lekcje. […] prowadzenie pensji wymagało niemałych trudów. […] długi, spłaty, weksle. […] trzeba zabiegać o względy rządowego inspektora, by nie przychodził albo przyszedłszy patrzył na różne rzeczy przez palce. Pan Wenorden pomagał żonie z całej siły we wszystkim […] dziewczęta pasjami lubiły lekcje przełożonych, gdyż umieli oni w swoje skrócone godziny wnieść dużo życia, wzbudzić zachwyt i ciekawość dla wykładanych przedmiotów.
W szkole pani Wenordenowej nie uczono patriotyzmu pojętego jako nienawiść, nie odczuwano tam zresztą prawie niewoli, żaden ucisk bowiem nie jest w stanie przeniknąć do wszystkich bez wyjątku środowisk. Korzystając z ze skromnej na krótką metę swobody też tam raczej życzliwość i zrozumienie dla ludzi, narodów, światów.